# Bordesholmer Marienklage
Die Bordesholmer Marienklage ist ein 1475/76 geschriebenes geistliches Spiel aus Bordesholm. Verfasst wurde es vom Propst des Augustiner-Chorherren-Stifts Johannes Reborch.

## Entstehung
Die Marienklage aus Bordesholm ist ein in mittelniederdeutscher Sprache geschriebenes volkstümliches Stück mit gesprochenen und gesungenen Abschnitten. Nur das Vorwort, die Regieanweisungen und einige liturgische Texte zeichnete Propst Reborch auf Lateinisch auf. Unklar ist, wo Reborch das Stück schrieb; die Marienklage ist mit anderen Texten aus der Feder Reborchs zu einem Codex zusammengebunden. Auf einem dieser anderen Blätter hat Reborch notiert, dass er das Manuskript am 23. Dezember 1476 im Kloster Jasenitz bei Stettin beendete (Jasenitz war eine Dependance des Bordesholmer Stiftes). Ob diese Notiz auch für die Marienklage gilt, lässt sich nicht belegen. Bekannt ist jedoch, dass die Marienklage tatsächlich direkt nach der Entstehung in Bordesholm aufgeführt wurde.
Ein Grund für die „Erfindung“ dieses geistlichen Spiels ist wahrscheinlich, dass das Bordesholmer Augustiner-Chorherren-Stift eine Reliquie vom Schleier der Gottesmutter Maria besaß und ausstellte, die mit einem Ablass des Papstes Sixtus IV. verbunden gewesen sein soll, des Inhalts, dass ein Gebet vor dieser Reliquie einen Nachlass von Fegefeuer-Tagen versprach.

## Inhalt
Es werden die Kreuzigung Christi und sein Tod dargestellt. Die Klage ist den großen Marienfiguren des Johannes-Evangeliums gewidmet, in der die drei Marien ergreifend von ihrem Schmerz singen: Maria, Maria Magdalena und Maria Kleophas. Kennzeichen einer Marienklage ist also, dass das Hauptaugenmerk auf Mutter Maria liegt, deren Trauer war für die Zuschauer besser fassbar als das Leiden Christi, und konnte auch somit leichter für die Gläubigen als Vorbild dienen.
Reborch hielt sich einerseits streng an die Tradition der lateinischen Liturgien für die Passionswochen sowie an Texte anderer Marienklagen. Er griff andererseits damals allgemein bekannte Weisen auf, die er mit geistlichen Texten versah, zum Beispiel mit dem Palästinalied von Walther von der Vogelweide oder der Großen Tagweise des Grafen Peter von Arnberg. Was die Bordesholmer Marienklage zusätzlich von anderen Werken dieser Gattung unterscheidet, ist die Verwendung freier Gesänge. Ungewöhnlich sind auch die ausführlichen Regieanweisungen.

## Aufführungen und Rezeption
Wie sich der Propst die Aufführung vorstellte, teilt er ganz am Anfang des Manuskriptes mit: Diese Klage führen die Jungfrau Maria und vier weitere Darstellerinnen am Karfreitag vor der Mittagszeit in der Kirche vor dem Chor auf einem etwas erhöhten Platz auf bzw. bei gutem Wetter außerhalb der Klosterkirche.
Der Zeitraum der Aufführungen kann vermutlich auf etwa 14 Jahre begrenzt werden. Denn 1490 schloss sich das Bordesholmer Augustiner-Chorherren-Stift der Windesheimer Kongregation an, einer auf Verinnerlichung abzielenden Klosterreform, die von der Devotio moderna geprägt war. Diese Laienbewegung lehnte szenische Darstellungen biblischer Texte grundsätzlich ab. Horst Appuhn vermutete 1983/1987, dass dieses geistliche Spiel auch einen Reflex im Bordesholmer Altar gefunden hat, wo in der Beweinungs-Szene der Schleier Mariens besonders hervorgehoben ist (wie übrigens auch jener der Magdalena unter dem Kreuz).
In der Neuzeit gab es erneut vielfach Aufführungen, größtenteils in bearbeiteten Versionen. 1920 bezeichnete der Germanist Wolfgang Stammler diese Bordesholmer Marienklage als „das schönste Werk, welches die Marienverehrung im Mittelalter hervorgebracht hat“. So gibt es unter anderem eine Überarbeitung des Kieler Musikdirektors Heinrich Johannsen von 1928, eine Bordesholmer Ausführung von 1982 und eine Kölner Version von 2008.
Des Weiteren entstand im April des Jahres 1992 in Kooperation mit dem WDR eine Bühnenfassung der Bordesholmer Marienklage des Ensembles Sequentia, die in St. Viktor zu Xanten unter der Regie von Franz-Josef Heumannskämper zur Aufführung gebracht wurde und im darauf folgenden Jahr 1993 als Doppel-CD mit ausführlicher Textbeilage erschien. Daraufhin folgten weitere Aufführungen als Gastspiele in Mailand und beim Holland Festival.

## Handschriftliche Überlieferung
Die Marienklage ist in der handschriftlichen Originalfassung noch komplett erhalten. Neben den Noten und den zahlreichen Gesängen sind dies auch die besonders ausführlichen Regieanweisungen. Das Werk befindet sich heute in der Universitätsbibliothek Kiel (Cod. ms. Bord 53/3 – Handschriften des Bordesholmer Bestands).

## Editionen
- Bordesholmer Marienklage. Ediert von Karl Müllenhoff. In: Zeitschrift für deutsches Alterthum 13 (1867), S. 288–319.
- Bordesholmer Marienklage. Ediert von Gustav Kühl. In: Jahrbuch des Vereins für Niederdeutsche Sprachforschung 24 (1899), S. 40–66.
- Die Bordesholmer Marienklage des Johannes Reborch. Neufassung 1982 von Christel Kühl und Raimund Schneider. Kultur- und Verschönerungsverein Bordesholm e.V., Bordesholm 1984.